# Ryan Bolton
Ryan Benjamin Bolton (Rapid City, 26 maart 1973) is een Amerikaans triatleet. Hij nam eenmaal deel aan de Olympische Spelen, maar behaalde bij die gelegenheid geen medailles.
Zijn beste prestatie boekte hij in 1993 op het wereldkampioenschap voor junioren in Manchester. Hier behaalde hij met een tijd van 1:56.31 een tweede plaats. Deze wedstrijd werd gewonnen door de Zwitser Olivier Hufschmid, die vijf seconden eerder over de finish kwam. Hij deed in 2000 mee aan de eerste triatlon op de Olympische Zomerspelen van Sydney. Daar behaalde hij een 25e plaats met een tijd van 1:50.52,95.

## Palmares

### triatlon
- 1993:  WK junioren in Manchester - 1:56.31
- 1998: 4e ITU wereldbekerwedstrijd in Corner Brook
- 1998: 6e ITU wereldbekerwedstrijd in Gamagori
- 1998:  triatlon van San Diego
- 1998: 24e WK olympische afstand in Lausanne - 1:59.36
- 1999: 18e Noord-Amerikaans kampioenschap
- 1999: 51e WK olympische afstand in Montreal - 1:49.16
- 2000: 25e Olympische Spelen in Sydney - 1:50.52,95
- 2000: ?e St. Anthony's International triatlon
- 2001: 28e Ironman Hawaï - 9:21.07
- 2003: 27e Ironman Hawaï - 9:02.02